# John Kemp
John Kemp (Ollanfigh, 1380 - Canterbury, 22 de março de 1454) foi um cardeal do século XV.

## Biografia
Nasceu em Ollanfigh em Ca. 1380, freguesia de Wye, Kent. Filho de Thomas Kempe e Elizabeth Lewknor. Seu sobrenome também está listado como Kemp. Ele foi chamado de Cardeal Balbinus; ou de Iorque; ou de Cantuária.
Membro do Merton College, Oxford (doutorado em divindade; e em direito civil, 1414). Vigário geral da arquidiocese de Cantuária em 1411. Advogado no julgamento de Sir John Oldcastle, Lord Cobham, em 1413. Decano de Arches, que era o tribunal de apelação da província de Canterbury. O rei Henrique V enviou-o a várias embaixadas diplomáticas. Ele esteve presente na batalha de Agincourt, em 25 de outubro de 1415. Arquidiácono de Durham em 1416. Guardião da Bolsa Privada. Chanceler da Normandia Inglesa em 1417-1422; renunciou ao cargo para retornar à Inglaterra após ter sido nomeado para o conselho do reino. Guardião do Selo Privado de 1418.
Eleito bispo de Rochester em 21 de junho de 1419, no pontificado do Papa Martinho V. Consagrado em 3 de dezembro de 1419, primeiro domingo do Advento, catedral metropolitana de Rouen, por Louis d'Harcourt, arcebispo de Rouen, assistido por Matthew Moore, bispo titular de Hebron, e por Martin Poire, bispo de Arras. Na mesma cerimônia foi consagrado Philip Morgan, bispo de Worcester. Transferido para a sé de Chichester em 28 de fevereiro de 1421. Transferido para a sé de Londres em 17 de novembro de 1421. 
Após a ascensão do infante Henrique VI, Kemp desempenhou um papel de liderança no Conselho de Regência como um apoiador de Henrique Beaufort, bispo de Winchester, que estava envolvido em uma luta pelo poder com Humphrey, duque de Gloucester.
Promovido à sé metropolitana de Iorque em 20 de julho de 1425. Chanceler da Inglaterra de março de 1426 a fevereiro de 1432. Durante as prolongadas ausências de Beaufort da Inglaterra, ele manteve Gloucester sob controle até que, em 1432, Gloucester ganhou a vantagem e forçou Kemp a renunciar.
Enviado pelo rei da Inglaterra ao Conselho de Basileia em 1431; e ao Congresso de Arras em 1435; na assembleia, o arcebispo de Iorque queria promover a paz entre a Inglaterra e a França, mas o rei inglês instruiu-o a fazer o contrário. Ele aconselhou o rei Henrique da Inglaterra a abandonar o título de "Rei da França" que havia adotado; com isso, ele se tornou amplamente impopular.
Criado cardeal-presbítero no consistório de 18 de dezembro de 1439; recebeu o título de S. Balbina em 8 de janeiro de 1440. Surgiu uma disputa sobre precedência entre Henry Chichele, arcebispo de Canterbury, e o cardeal Kempe, de Iorque; o primeiro apresentou o seu caso ao Papa Eugênio IV, que respondeu com a carta Non mediocri. Não participou do conclave de 1447, que elegeu o Papa Nicolau V. Apoiou Henrique VI contra o partido Yorkista e ajudou o monarca a suprimir o levante Kentish liderado por Jack Cade; ele manteve sua lealdade à Casa de Lancaster mesmo quando Ricardo, duque de York, marchou sobre Londres para capturar o rei em 1452.
Chanceler da Inglaterra novamente em janeiro de 1450 até sua morte. Transferido para a sé metropolitana e primacial de Canterbury, 21 de julho de 1452; na mesma data, o papa nomeou-o para a sé suburbana de Santa Rufina, que o papa havia desvinculado temporariamente da sé do Porto; as sedes foram reunidas após a morte do cardeal Francesco Condulmer em 1453. Recebeu o pálio em Fullham no dia 21 de setembro seguinte. Legado papal tanto natus quanto por um tempo, a latere. O cardeal apoiou o rei mais uma vez quando os londrinos em outra de suas rebeliões em favor dos Yorkistas. Na sua aldeia natal, Wye, fundou um colégio para sacerdotes diocesanos, uma escola secundária e uma capela, e também construiu uma esplêndida igreja paroquial.
Morreu em Canterbury em 22 de março de 1454, no Palácio de Lambeth. Enterrado na catedral metropolitana de Canterbury; um notável dossel de madeira encima seu túmulo. Assim, o cardeal não acompanhou a Guerra das Rosas, que explodiu um ano depois.

## Ligações Externas
- «Catholic Encyclopedia» (em inglês)
- «John Cardinal Kempe» (em inglês). Catholic Hierarchy
- «Kemp, John» (em inglês). Encyclopedia
- «Kemp, Archbishop (biog)» (em inglês). Canterbury Historical and Archaeological Society
- Grussenmeyer, J.M. «Cardinal Kemp: The Last Lancastrian Statesman» (PDF) (em inglês). University of Kent, 2018